# Norcineria
Unter einer Norcineria verstand man in Mittelitalien früher eine auf konservierte Schweinefleisch-Produkte spezialisierte Fleischerei. Kernprodukte sind mindestens ein Jahr abgehangene, in einer besonderen Rezeptur mit Wein, Salz und Pfeffer haltbar gemachte Schinken und Dauerwürste. 

## Herkunft des Begriffs / Abgrenzung und Ausweitung

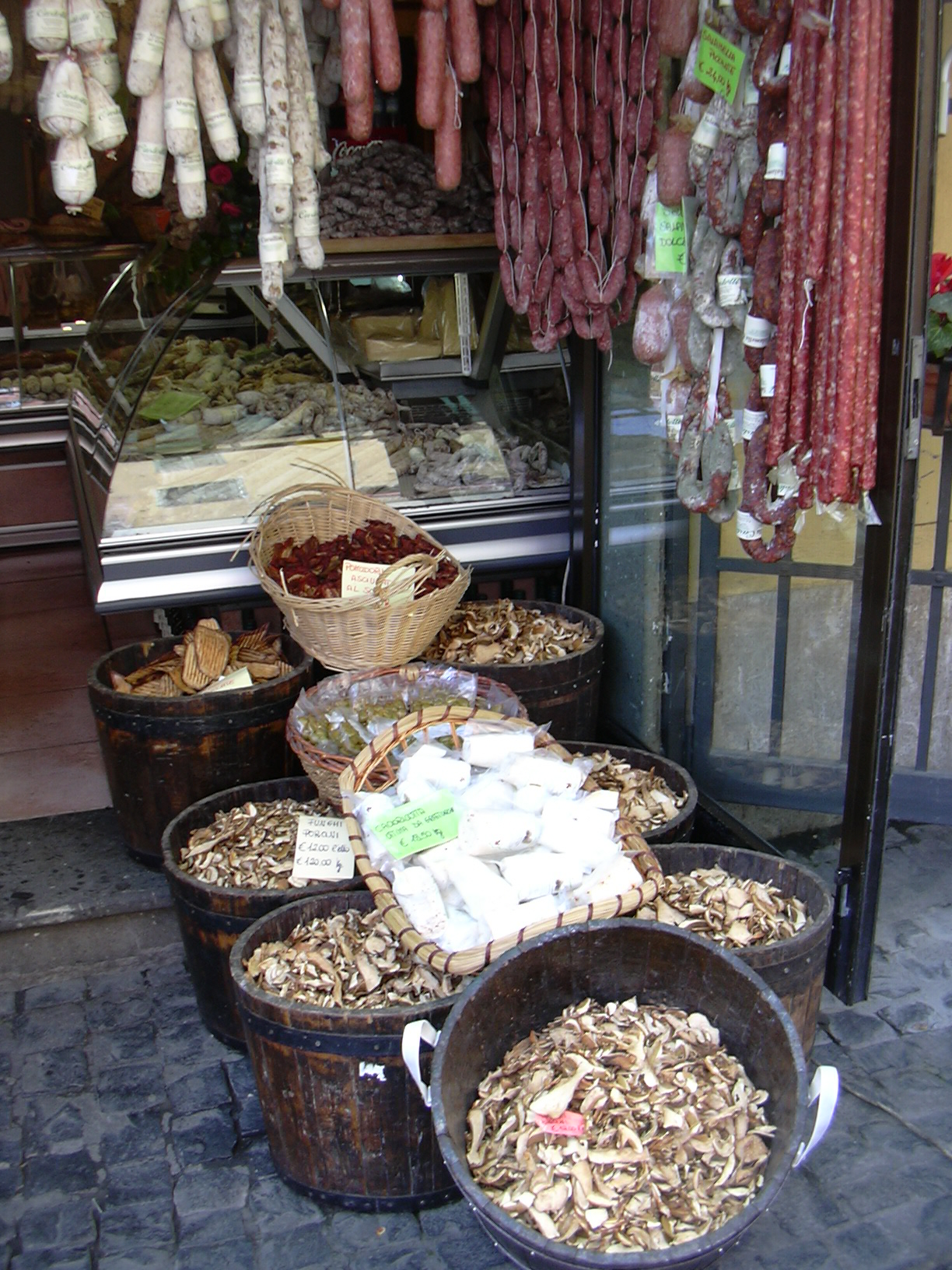
Norcineria in Nemi

Der Begriff leitet sich ab von der umbrischen Stadt Norcia, dem überlieferten Herkunftsort des Konservierungsverfahrens. Ob dieses von den Juden mitgebracht wurde oder möglicherweise auf die Römer zurückgeht, ist Spekulation. Fest steht, dass es sich um ein über Jahrhunderte tradiertes Verfahren handelt. Die Schinken- und Dauerwurstproduzenten aus Norcia zogen einst im Winter, wenn die Gegend einschneite, als wandernde Metzger durch ganz Mittelitalien.   
Heute ist die Bezeichnung Norcineria auch in Umbriens Nachbarregionen Toskana und Latium gebräuchlich, ihre Bedeutung aber verwässert und die Produktpalette ausgeweitet: Neben den Kernprodukten ist auch der Verkauf anderer Fleischarten (z. B. Lammfleisch) zulässig, und  häufig werden weitere regionale Produkte wie getrocknete Steinpilze und Tomaten, Oliven, Schafskäse, Linsen, Trüffel sowie Antipasti feilgeboten. Die kunstvolle Präsentation der Produkte, die individuelle Betreuung des Kunden durch die Geschäftsinhaber und das zunehmende Interesse der Touristen an diesen Angeboten haben dazu geführt, dass heute in Mittelitalien – seltener auch in Nord- und Süditalien – unter einer Norcineria allgemein eine Delikatess-Fleischerei verstanden wird. Dies gilt auch für die Norcinerien in Norcia selbst, in denen norditalienischer Käse, Parmaschinken und apulischer Honig heute zum Standard-Angebot gehören.
Namensgeber und Kernprodukt bleibt indes der immer noch nach der traditionellen Rezeptur hergestellte Schinken von Norcia. Dieser besitzt seit 1998 eine geschützte Herkunftsbezeichnung (Indicazione Geografica Protetta – IGP) für authentische Regionalprodukte.